# کوریا جولیا
کوریا جولیا (لاتین: Curia Iulia) سومین نام کوریا، یا مجلس  سنا، در شهر  روم باستان، رم است.